# Championnat du Tadjikistan de football 2011
Navigation
Saison précédente Saison suivante
La saison 2011 du Championnat du Tadjikistan de football est la 20e édition de la première division au Tadjikistan. La compétition regroupe onze clubs, qui s'affrontent quatre fois, deux fois à domicile et deux fois à l'extérieur. Il n'y a pas de relégation en fin de saison : pour permettre l'élargissement du championnat à 13 clubs, les deux meilleures équipes de deuxième division sont promues.
C'est le tenant du titre, Istiqlol Douchanbé qui remporte la compétition cette saison après avoir terminé en tête du classement final, avec treize points d'avance sur Regar-TadAZ Tursunzoda et dix-neuf sur Ravshan Kulob. C'est le deuxième titre de champion du Tadjikistan de l'histoire du club.

## Les clubs participants
| - Shodmon Gissar - Promu de D2 - Istiqlol Douchanbé - Khayr Vahdat - Regar-TadAZ Tursunzoda - FK Khodjent - Parvoz Bobojon Ghafurov | - Vakhsh Qurghonteppa - Energetik Douchanbé - SSKA Pamir Douchanbé - Ravshan Kulob - Guardia Douchanbé - Promu de D2 |

## Compétition
Le barème de points servant à établir le classement se décompose ainsi :
- Victoire : 3 points
- Match nul : 1 point
- Défaite : 0 point

### Classement
| Rang | Équipe                  | Pts | J  | G  | N | P  | Bp  | Bc  | Diff |
| ---- | ----------------------- | --- | -- | -- | - | -- | --- | --- | ---- |
| 1    | Istiqlol DouchanbéT     | 108 | 40 | 35 | 3 | 2  | 130 | 16  | +114 |
| 2    | Regar-TadAZ TursunzodaC | 95  | 40 | 30 | 5 | 5  | 108 | 29  | +79  |
| 3    | Ravshan Kulob           | 89  | 40 | 29 | 2 | 9  | 78  | 38  | +40  |
| 4    | Energetik Douchanbé     | 66  | 40 | 21 | 3 | 16 | 78  | 64  | +14  |
| 5    | Khayr Vahdat            | 54  | 40 | 17 | 3 | 20 | 61  | 59  | +2   |
| 6    | SSKA Pamir Douchanbé    | 52  | 40 | 16 | 4 | 20 | 65  | 69  | -4   |
| 7    | FK Khodjent             | 51  | 40 | 15 | 6 | 19 | 56  | 72  | -16  |
| 8    | Vakhsh Qurghonteppa     | 50  | 40 | 15 | 5 | 20 | 43  | 51  | -8   |
| 9    | Parvoz Bobojon Ghafurov | 40  | 40 | 12 | 4 | 24 | 45  | 76  | -31  |
| 10   | Shodmon GhissarP        | 23  | 40 | 7  | 2 | 31 | 44  | 115 | -71  |
| 11   | Guardia DouchanbéP      | 12  | 40 | 3  | 3 | 34 | 32  | 151 | -119 |

|  | Qualification pour la Coupe du président de l'AFC 2012                       |
|  | T : Tenant du titre C : Vainqueur de la Coupe du Tadjikistan P : Promu de D2 |

## Bilan de la saison
| Championnat du Tadjikistan de football 2011 |                               |
| Champion                                    | Istiqlol Douchanbé (2e titre) |
| Coupes et trophées                          |                               |
| Vainqueur de la Coupe du Tadjikistan 2011   | Regar-TadAZ Tursunzoda        |
| Qualifications continentales                |                               |
| Coupe du président de l'AFC 2012            | Istiqlol Douchanbé            |
| Promotions et relégations                   |                               |
| Promus en Vysshaya Liga                     | Zarafshon Panjakent           |
| Promus en Vysshaya Liga                     | Hosilot Farkhor               |
| Relégués en Deuxième division               | Aucun                         |